# Reprezentacja Wielkiej Brytanii w piłce wodnej mężczyzn
Reprezentacja Wielkiej Brytanii w piłce wodnej mężczyzn – zespół, biorący udział w imieniu Wielkiej Brytanii w meczach i sportowych imprezach międzynarodowych w piłce wodnej, powoływany przez selekcjonera, w którym mogą występować wyłącznie zawodnicy posiadający obywatelstwo brytyjskie. Za jej funkcjonowanie odpowiedzialny jest Brytyjski Związek Pływacki (BS), który jest członkiem Międzynarodowej Federacji Pływackiej.

## Historia
W 1900 reprezentacja Wielkiej Brytanii rozegrała swój pierwszy oficjalny mecz na igrzyskach olimpijskich.

## Udział w turniejach międzynarodowych

### Igrzyska olimpijskie
Reprezentacja Wielkiej Brytanii 10 razy występowała na Igrzyskach Olimpijskich. W 1900, 1908, 1912 i 1920 zdobyła złote medale.

### Mistrzostwa świata
Dotychczas reprezentacji Wielkiej Brytanii tylko raz udało się awansować do finałów MŚ. Najwyższe osiągnięcie 15. miejsce w 1973 roku.

### Puchar świata
Wielka Brytania żadnego razu nie uczestniczyła w finałach Pucharu świata.

### Mistrzostwa Europy
Brytyjskiej drużynie 9 razy udało się zakwalifikować do finałów ME. Najwyższe osiągnięcie 6. miejsce w 1947 roku.